# Rewolucja

Zdobycie Bastylii 14 lipca 1789 zapoczątkowało rewolucję francuską

Wolność wiodąca lud na barykady podczas rewolucji lipcowej (1830) – obraz Eugène’a Delacroix

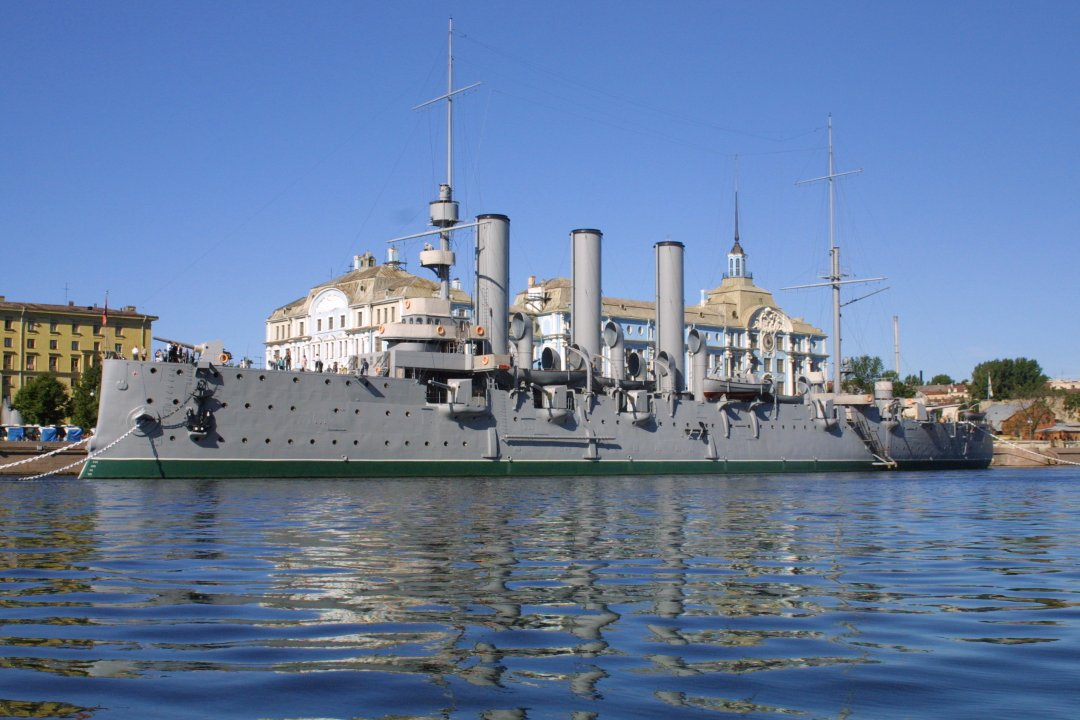
Krążownik Aurora, z którego wystrzał armatni według tradycji miał być sygnałem do rozpoczęcia rewolucji październikowej

Rewolucja (z wczesnośredniowiecznej łaciny revolutio – przewrót) – znacząca zmiana, która zazwyczaj zachodzi w stosunkowo krótkim okresie.
Różnie definiowane rewolucje wybuchały w całej historii ludzkości. Różnią się one w zależności od liczby rewolucjonistów (uczestników), środków przez nich stosowanych, czasu trwania, ideologii motywacyjnej i różnych innych aspektów. Rewolucja może być spowodowana zmianą społeczno-polityczną zachodzącą w społeczno-politycznych instytucjach lub znaczną zmianą kulturową i ekonomiczną.
Debaty naukowe o tym, co jest uważane za rewolucję a co nie, skupiają się na kilku kwestiach. Wczesne badania rewolucji w szczególności analizowały wydarzenia w historii Europy z psychologicznego punktu widzenia. Wkrótce pojawiły się jednak nowe teorie, które wyjaśniały wydarzenia dotyczące całego świata i opierały się na innych naukach społecznych takich jak: socjologia i politologia. Kilka pokoleń naukowców stworzyło wiele konkurencyjnych teorii rewolucji stopniowo zwiększając naszą wiedzę na temat tego złożonego zjawiska.

## Etymologia
Słowo pochodzi z wczesnośredniowiecznej łaciny revolutio – „toczenie się do tyłu, powrót”, z łacińskiego revolvere – przewracać, obracać. W języku angielskim pojawiło się w 1390 roku, ze starofrancuskiego revolution, pierwotnie dotyczyło ciał niebieskich. Już około roku 1450 było używane jako „przykład wielkiej zmiany biegu wydarzeń”.
Starego znaczenia słowa używał jeszcze Mikołaj Kopernik, którego revolutio w łacińskim tytule książki „O obrotach sfer niebieskich” oznacza „obrót”.
Obecnie dominujące znaczenie polityczne zostało udokumentowane w 1600, ponownie z francuskiego, i w szczególności dotyczyło wykluczenia Stuarta króla Anglii Jakuba II w 1688 i przejęcia władzy w Wielkiej Brytanii przez Wilhelma III i Marię. Rzeczownik „rewolucjonista” pochodzący od przymiotnika został zatwierdzony w 1850.

## Rewolucje polityczne i społeczno-ekonomiczne
Słowo „rewolucja” najczęściej używane jest, by określić zmiany społeczno-ekonomiczne zachodzące w instytucjach społeczno-politycznych. Jeff Goodwin podaje dwie definicje rewolucji. Pierwsze, szerokie pojęcie, gdzie rewolucja jest „jakimkolwiek i każdym przypadkiem, w którym państwo lub polityczny reżim jest obalony i tym samym przekształcony przez powszechny ruch w gwałtowny, niezgodny z zasadami sposób, przy użyciu środków pozaprawnych”; i wąskie pojęcie, w którym „rewolucje pociągają za sobą nie tylko masową mobilizację i zmianę reżimu, ale także szybką i fundamentalną społeczną, ekonomiczną i kulturową zmianę, która następuje podczas lub zaraz po walkach o władzę w kraju”. Jack Goldstone określa rewolucje jako „próbę przekształcenia instytucji politycznych, której towarzyszy oficjalna lub nieoficjalna masowa mobilizacja oraz niezinstytucjonalizowane działania podważające władze rządzące w kraju”.

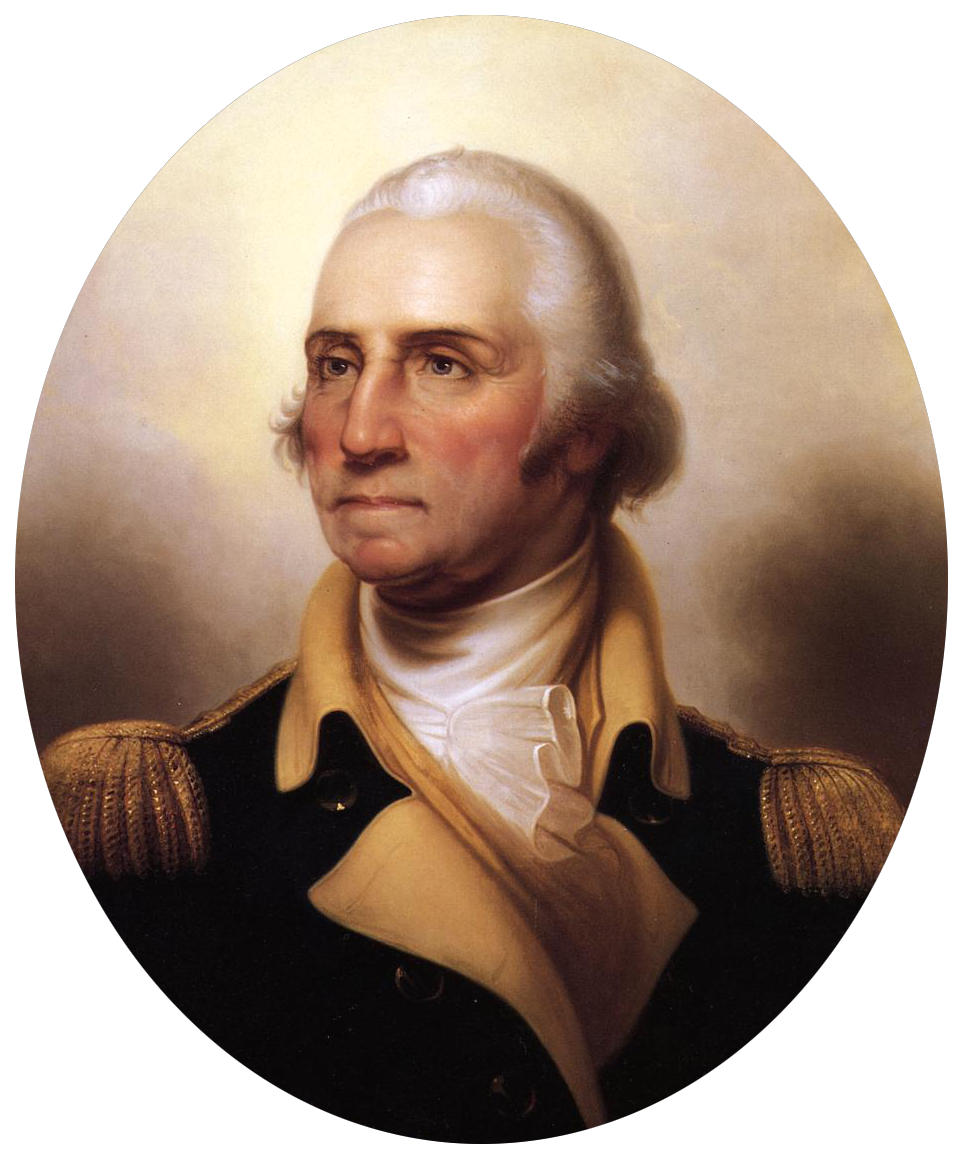
George Washington – jeden z przywódców rewolucji amerykańskiej

Rewolucje polityczne i społecznoekonomiczne były badane w wielu naukach społecznych, zwłaszcza w socjologii, naukach politycznych i historii. Wśród czołowych uczonych w tej dziedzinie znajdują się Crane Brinton, Charles Brockett, Farideh Farhi, John Foran, John Mason Hart, Samuel Huntington, Jack Goldstone, Jeff Goodwin, Ted Roberts Gurr, Fred Halliday, Chalmers Johnson, Tim McDaniel, Barrington Moore, Jeffery Paige, Vilfredo Pareto, Terence Ranger, Eugen Rosenstock-Huessy, Theda Skocpol, James Scott, Eric Selbin, Charles Tilly, Ellen Kay Trimbringer, Carlos Vistas, John Walton, Timothy Wickham-Crowley, Eric Wolf i wielu innych.

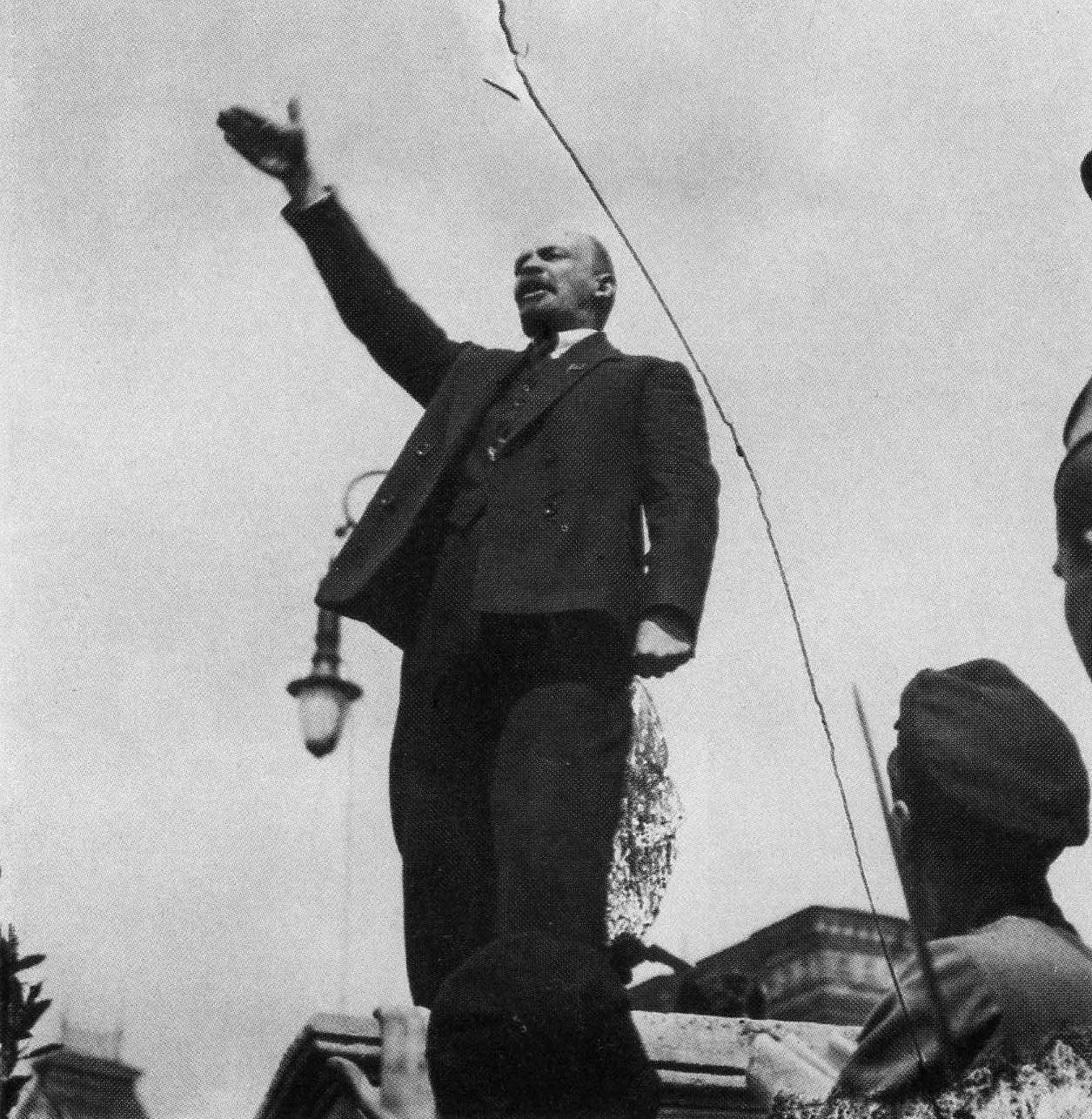
Włodzimierz Lenin – stał na czele bolszewików podczas rewolucji w Rosji

Jack Goldstone rozróżnia cztery ‘pokolenia’ uczonych, którzy zajmowali się teorią rewolucji. Uczeni z pierwszego pokolenia tacy jak Gustave Le Bon, Charles A. Ellwood czy Pitrim Sorokin, byli głównie opisowi w swoim podejściu, a ich wyjaśnienia dotyczące zjawiska rewolucji odnosiły się zazwyczaj do psychologii społecznej (na przykład teoria psychologii tłumu Le Bona).
Drugie pokolenie teoretyków zajmujące się bardziej złożonymi teoriami społecznego zachowania, usiłowało rozwinąć szczegółowe teorie dotyczące powodów i okoliczności wybuchu rewolucji. W tym pokoleniu wyodrębnić można trzy główne podejścia: psychologiczne, socjologiczne i polityczne. Prace Teda R. Gurra, Iva K. Feierbranda, Rosalinda L. Feierbranda, Jamesa A. Geschwendera, Davida C. Schwartza i Dentona E. Morrisona zaliczają się do pierwszej kategorii. Śledzili oni teorie psychologii poznawczej oraz teorię frustracji i agresji. Przyczynę rewolucji widzieli w stanie umysłu mas. Kiedy z jednej strony różnili się w swoich podglądach co dokładnie skłaniało ludzi do buntu (modernizacja, recesja czy dyskryminacja), z drugiej strony zgadzali się, że głównym powodem była powszechna frustracja związana z sytuacją społeczno-polityczną.
Druga grupa, w której skład wchodzili uczeni tacy jak: Chalmers Johnson, Neil Smelser, Bob Jessop, Mark Hart, Edward A. Tiryakian i Mark Hagopian poszli w ślady Talcotta Parsonsa i jego teorii strukturalno-funkcjonalnej w dziedzinie socjologii. Postrzegali oni społeczeństwo jako system opierający się na równowadze pomiędzy różnymi zasobami, wymaganiami i podsystemami (politycznymi, kulturalnymi itp.). W porównaniu z psychologią, różnią się one definicją tego, co powoduje brak równowagi, ale zgodne są co do tego, że to właśnie brak absolutnej równowagi jest odpowiedzialny za rewolucje. W końcu trzecia grupa obejmująca takich pisarzy jak: Charles Tilly, Samuel P. Huntington, Peter Ammann i Arthur L. Stinchcombe poszła drogą wytyczoną przez nauki polityczne i zajmowała się teorią pluralistyczną oraz teorią konfliktu pomiędzy grupami nacisku.
Według tego modelu rewolucja ma miejsce wówczas, gdy dwie lub więcej grup ludzi nie może dojść do porozumienia w normalnym procesie podjęcia decyzji tradycyjnego dla danego systemu politycznego, a jednocześnie posiada wystarczająco dużą ilość zasobów do wykorzystania siły w celu osiągnięcia swych celów. Druga generacja teoretyków postrzegała rozwój rewolucji jako dwuetapowy proces: pewna zmiana powoduje nową sytuację, która stwarza okazję wystąpienia rewolucji. W tym przypadku wydarzenie, które w przeszłości nie byłoby przyczyną rewolucji (np.: wojna, zamieszki, ubogie zbiory), teraz może się okazać ważnym czynnikiem rewolucji. Jednakże gdy władze są świadome zagrożenia, mogą zapobiec rewolucji (za pomocą reformy lub represji).
Wiele wczesnych studiów nad rewolucją skupiało się zazwyczaj na czterech klasycznych „Wielkich Rewolucjach”, postrzeganych jako sławne i niekontrowersyjne przykłady pasujące do wszystkich definicji rewolucji: wielka rewolucja (1688), rewolucja francuska (1789–1799), rosyjska rewolucja (1917) i chińska rewolucja (1927–1949). W międzyczasie naukowcy zaczęli analizować setki innych wydarzeń jako rewolucje. Różnice w definicjach i podejściach dały początek nowym definicjom i wyjaśnieniom.
Teorie drugiego pokolenia krytykowano za ograniczony zakres geograficzny oraz trudną weryfikację empiryczną. Zarzucono im także to, że wyjaśniały one tylko poszczególne rewolucje, a nie przyczyny rewolucji w innych społeczeństwach będących w podobnej sytuacji.
Krytyka teorii drugiego pokolenia przyczyniała się do powstania teorii trzeciego pokolenia, w którego skład wchodzili tacy pisarze jak: Theda Skocpol, Barrignton Moore, Jeffrey Paige. Rozwinęli oni teorię marksistów dotyczącą konfliktu klas, kładąc szczególny nacisk na konflikty rolnicze, konflikty państwa z niezależnymi grupami elit. Rozważali też wpływ współzawodnictwa między państwami w zakresie gospodarczym i militarnym na zmiany polityczne wewnątrz kraju. Dzieło Skocpol „Państwa i Społeczne Rewolucje” stało się jednym z najbardziej rozpoznawalnych prac trzeciego pokolenia. Skocpol zdefiniowała rewolucję jako: „gwałtowne zmiany ustroju społecznego i klasowego… któremu towarzyszą przewroty wywołane częściowo przez niższe klasy społeczne”, określając jednocześnie rewolucje jako kumulacje wielowarstwowych konfliktów elit państwowych z niższych klasami społecznymi.
Z końcem lat 80. XX wieku nowe prace naukowe zaczęły kwestionować dominujące teorie trzeciego pokolenia. Wcześniejsze teorie musiały stawić czoła nowym, rewolucyjnym wydarzeniom, których nie były w stanie zdefiniować. Irańskie oraz nikaraguańskie rewolucje z 1979 roku, rewolucja EDSA na Filipinach w 1986 roku, a także Jesień Narodów w Europie z 1989 roku, pokazały, że koalicja pomiędzy klasami jest w stanie obalić silne reżimy poprzez demonstracje i strajki zbiorowe w bezkrwawych rewolucjach. Definicja rewolucji rozumiana jako krwawy konflikt i walka klas (odnosząca się głównie do Europy), przestała być aktualna.
Badania nad zjawiskiem rewolucji rozwijały się w trzech kierunkach. Po pierwsze, niektórzy badacze odnosili wcześniejsze lub uaktualnione teorie strukturalistyczne dotyczące rewolucji do wydarzeń wcześniej nie analizowanych, głównie konfliktów europejskich. Po drugie, naukowcy domagali się zwrócenia większej uwagi na wpływ świadomych działań w dziedzinie ideologii i kultury na kształtowanie mobilizacji rewolucyjnej i celów rewolucji. Po trzecie, zarówno analitycy rewolucji, jak i ruchów społecznych zdali sobie sprawę jak wiele te oba zjawiska mają ze sobą wspólnego. Opracowano nową literaturę „czwartego pokolenia” poruszającą temat konfliktów politycznych, mającą na celu połączenie spostrzeżeń wyniesionych z badań nad ruchami społecznymi i rewolucjami w nadziei na zrozumienie obu zjawisk.
Pojęcie rewolucji obejmuje takie zjawiska jak rewolucje relatywnie pokojowe, które obaliły reżim komunistyczny oraz gwałtowne rewolucje islamskie w Afganistanie. Wyklucza natomiast zjawiska zamachów stanu, wojen domowych, rewolt i buntów, które nie mają na celu przekształcenia instytucji bądź uprawomocnienia władzy (tak jak w przypadku „przewrotu majowego”, którego dokonał Józef Piłsudski w 1926 roku lub amerykańskiej wojny secesyjnej, która miała miejsce w latach 1861–1865). Pojęcie rewolucji wyklucza także zjawiska pokojowych zmian prowadzących do wprowadzenia ustroju demokratycznego poprzez przeprowadzone przez instytucje referenda lub wolne wybory (tak jak w Hiszpanii po śmierci dyktatora Francisco Franco).

### Rodzaje rewolucji politycznych i socjoekonomicznych
Niektóre typy rewolucji opisane w literaturze nauk społecznych:
- Wielkie rewolucje – rewolucje, poprzez które dokonywane są zmiany zarówno w strukturach ekonomicznych, społecznych, jak i instytucjach politycznych; np. rewolucja francuska (1789) lub rewolucja rosyjska (1917) oraz islamska rewolucja w Iranie.
- Rewolucje polityczne – rewolucje, które zmieniają jedynie instytucje państwowe
- Rewolucje społeczne – rewolucje zapoczątkowane przez lokalne rewolty klas niższych
- Rewolucje elit lub rewolucje klas wyższych (ang. revolutions from above) – radykalne reformy przeprowadzone przez elity kontrolujące bezpośrednio mobilizacją mas
- Proletariackie(inne języki) lub komunistyczne rewolucje – rewolucje natchnione ideologią marksistowską, której głównym celem jest zastąpienie kapitalizmu komunizmem
- Niepomyślne (ang. failed) lub bezowocne rewolucje (ang. abortive) – rewolucje, które nie doprowadziły do zdobycia władzy po chwilowym zwycięstwie lub wielkiej mobilizacji
- Bezkrwawe „rewolucje” (często nazywane kolorowymi „rewolucjami” w okresie po zimnej wojnie) – stosunkowo nowe zjawisko, w którym przy niskim stopniu przemocy następuje „rewolucyjna” zmiana polityczna, ograniczająca się zazwyczaj do wymiany rywalizujących grup w ramach tzw. klasy politycznej

## Rewolucje kulturowe, intelektualne, filozoficzne oraz technologiczne

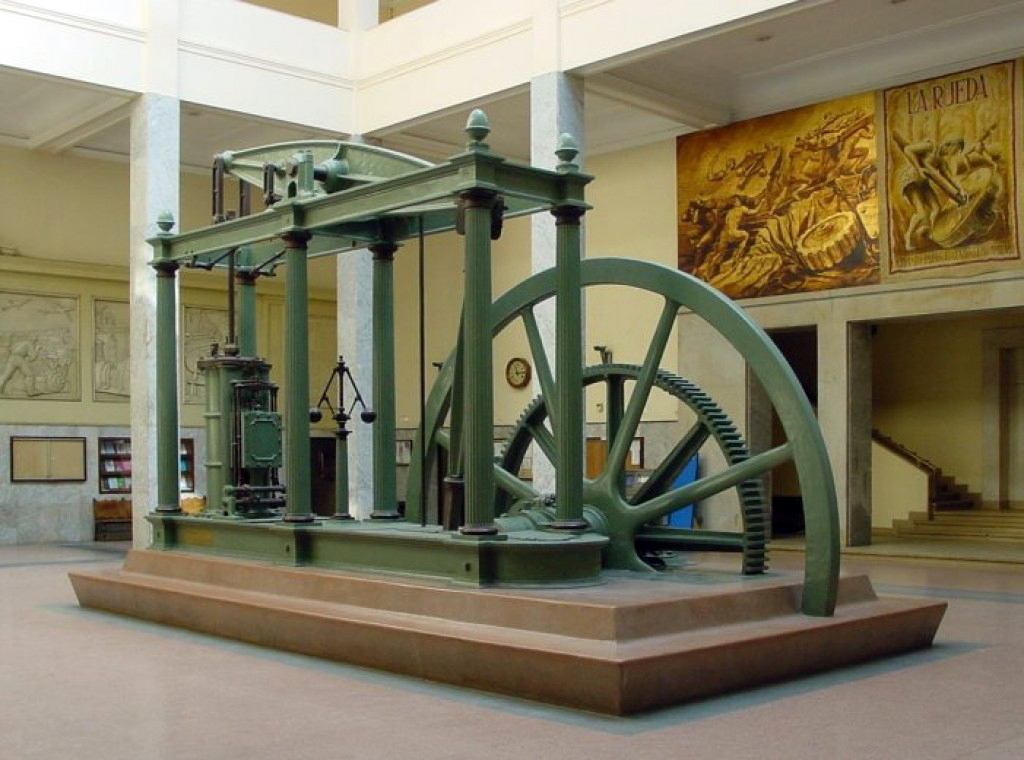
Maszyna parowa – jej wynalezienie przyczyniło się znacznie do rozwoju przemysłu

Termin rewolucja używany do określania wielkich zmian poza sferą polityczną. Znacznie częściej uznawane są za zmiany w społeczeństwie, kulturze, filozofii i technologii niż za zmiany systemów politycznych. Niektóre mogą być globalne, podczas gdy inne ograniczone są do obszaru danego kraju. Takie rewolucje stanowią:
- Rewolucja rolna, na którą składają się:
  - Rewolucja neolityczna (około 13 000 lat temu), która dała podstawy do rozwoju cywilizacji. Często wspominana jest jako „pierwsza rewolucja rolna”.
  - Zielona rewolucja (1945–) – spowodowała znaczny wzrost płodów rolnych poprzez użycie nawozów sztucznych oraz oprysków. Często przypisywana jest jej nazwa „Drugiej Rewolucji Rolnej”.
  - Brytyjska rewolucja rolna (XVIII wiek), która była impulsem do rozwoju urbanizacji i częściowo spowodowała rewolucję przemysłową.
  - Szkocka rewolucja rolna (XVIII wiek), która doprowadziła do wyprzedaży ziem na terenach nizinnych.
- Rewolucja urbanistyczna (IV tysiąclecie p.n.e.) – powstanie w pełni zorganizowanych miast w Mezopotamii i Egipcie.
- Rewolucja kulturalna – walka o władzę wewnątrz Chińskiej Partii Komunistycznej rozprzestrzeniła się na dużą część społeczeństwa Chin co w efekcie doprowadziło Chińską Republikę Ludową na skraj wojny domowej w latach 1966–1976.
- Rewolucja cyfrowa – daleko idące zmiany powstałe przez komputeryzację i technologię komunikacji od drugiej połowy XX w. do dziś.
- Rewolucja przemysłowa – główne zmiany sytuacji technologicznej, socjoekonomicznej i kulturowej na przełomie XVIII i XIX w., która rozpoczęła się na Wyspach Brytyjskich, a następnie rozprzestrzeniła się na cały świat.
- Druga rewolucja przemysłowa (1871–1914)
- Rewolucja cenowa – seria wydarzeń ekonomicznych trwających od drugiej połowy XV w. do I połowy XVII w., rewolucja cenowa odnosi się głównie do wysokiej stopy inflacji, która charakteryzowała Europę Zachodnią w tym okresie.
- Cicha rewolucja – okres gwałtownych zmian w Quebecu (Kanada) w latach 60. XX w.
- Rewolucja naukowa – fundamentalne zmiany w ideach naukowych.
- Rewolucja seksualna – zmiany w moralności i zachowaniach seksualnych, które zaistniały w krajach Zachodnich od lat 60. XX w. do dziś.
- Wyższa rewolucja paleolityczna – powstanie „kultury wyższej”, nowych technologii i odrębnych kultur regionalnych.